# All-Star Game de l'NBA de 1992
L'All-Star Game de 1992 va ser la 42a edició de l'All-Star Game de l'NBA. L'esdeveniment va tenir lloc a l'Orlando Arena a Orlando, Florida. L'Oest va derrotar l'Est per 153 a 113. El partit és recordat pel retorn de la llegenda dels Los Angeles Lakers Magic Johnson, que s'havia retirat abans de la temporada 1991-92 de l'NBA després de contraure el virus HIV. Johnson va guanyar l'MVP de l'All-Star Game després de batre en diferents u contra u a Isiah Thomas i Michael Jordan.